# Francesco Maria Avellino
Francesco Maria Avellino, född den 14 augusti 1778 i Neapel, död där den 9 mars 1850, var en italiensk arkeolog.
Avellino var professor vid universitetet i Neapel. En del av sina skrifter, som företrädesvis handlar om utgrävningarna i Pompeji, samlade han i Opuscoli diversi (3 band, 1826–1836). Avellino redigerade Bullettino archeologico napolitano (6 band, 1843–1848).